# Kat Foster
Kat Foster, pseudonimo di Kathryn Davidametja Foster (Oakland, 17 maggio 1978), è un'attrice statunitense, conosciuta per l'interpretazione di Vanessa per la serie televisiva Jean-Claude Van Johnson insieme con Jean-Claude Van Damme.

## Filmografia parziale

### Cinema
- Spoonful of Sugar, regia di Mercedes Bryce Morgan (2022)

### Televisione
- Law & Order: Criminal Intent – serie TV, episodio 4x21 (2005)
- Law & Order - I due volti della giustizia (Law & Order) – serie TV, episodio 16x10 (2005)
- The Book of Daniel – serie TV, episodio 1x02 (2006)
- Til Death - Per tutta la vita ('Til Death) – serie TV, 39 episodi (2006-2010)
- Law & Order - Unità vittime speciali (Law & Order: Special Victims Unit) – serie TV, episodi 12x07-12x10 (2010)
- The Unusuals - I soliti sospetti (The Unusuals) – serie TV, 6 episodi (2011)
- The Good Wife – serie TV, episodio 1x11 (2010)
- CSI: Vegas – serie TV, 5 episodi (2021-2024)
- Jean-Claude Van Johnson – serie TV, 6 episodi (2016-2017)
- Barry – serie TV, episodio 1x03 (2018)
- The Rookie – serie TV, episodi 4x19-4x20 (2022)
- Gaslit, regia di Matt Ross – miniserie TV, 3 puntate (2022)

## Doppiatrici italiane
Nelle versioni in italiano delle opere in cui ha recitato, Kat Foster è stata doppiata da:
- Francesca Manicone in Til Death - Per tutta la vita, Barry
- Angela Brusa in Law & Order: Criminal Intent
- Tatiana Dessi in Law & Order - Unità vittime speciali
- Federica De Bortoli in The Good Wife
- Georgia Lepore in CSI: Vegas
- Valentina Mari in Jean-Claude Van Johnson